# عیب‌یابی درون‌خودرویی

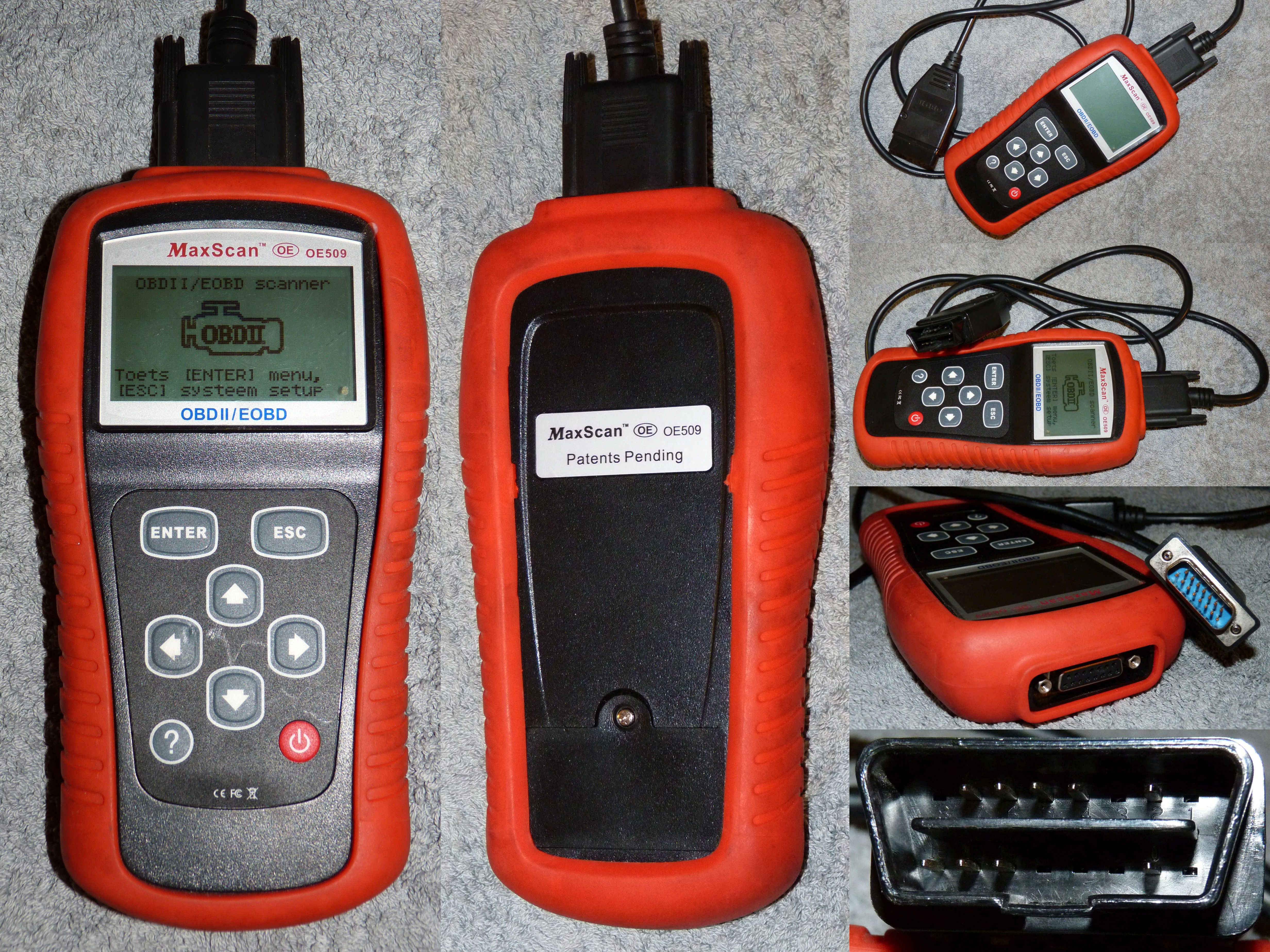
چند نمای «MaxScan OE509» – یک اسکنر تشخیص‌گر درون‌خودرو (OBD) متداول، ۲۰۱۵.

عیب‌یابی درون‌خودرویی  (اختصاری OBD) اصطلاحی است که به قابلیت خود-عیب‌یابی و گزارش‌دهی یک وسیله نقلیه اشاره دارد. در ایالات متحده، داشتن این قابلیت شرط مطابقت با استانداردهای آلایندگی خودرو در ایالات متحده است تا خرابی‌هایی را تشخیص دهد که ممکن است میزان آلاینده‌های خروجی اگزوز خودرو را به بیش از ۱۵۰٪ استاندارد اولیه تعیین‌شده برای آن خودرو برساند.
سامانه‌های OBD به مالک خودرو یا تعمیرکار اجازه می‌دهند به وضعیت زیرسامانه‌های مختلف خودرو دسترسی داشته باشد. از زمانی که نخستین نسخه‌های رایانه درون‌خودرویی معرفی شدند، حدوداً اوایل دهه ۱۹۸۰، تاکنون و در طول زمان میزان اطلاعات تشخیصیِ در دسترس از طریق OBD بسیار متفاوت بوده است. نسخه‌های اولیه تنها در صورت بروز مشکل، چراغ هشدار را روشن می‌کردند و هیچ اطلاعی درباره ماهیت مشکل نمی‌دادند. پیاده‌سازی‌های امروزی OBD از درگاه ارتباطی دیجیتال استاندارد استفاده می‌کنند تا داده بلادرنگ و کُدهای خطای تشخیصی را در اختیار قرار دهند و به این ترتیب، خرابی اجزای خودرو سریعاً شناسایی شود.

## تاریخچه
در ادامه تاریخچه تغییرات و پیشرفت این راهکار درون‌خودرویی را مشاهده می‌کنید.
- ۱۹۶۸ : فولکس‌واگن نخستین سامانه رایانه درون‌خودرو را در مدل‌های تزریق سوخت فولکس‌واگن تیپ ۳ خود معرفی کرد. این سامانه کاملاً آنالوگ بود و هیچ‌گونه قابلیت تشخیصی نداشت.

- ۱۹۷۵ : سامانه‌های تزریق سوخت بوش و بندیکس برای کاهش آلاینده‌های اگزوز توسط خودروسازان بزرگ به‌کار گرفته شد. این سامانه‌ها نیز آنالوگ بودند، هرچند برخی با ابزار کارخانه‌ای مانند Kent Moore J-25400 (سازگار با داستون ۲۸۰زد) و کادیلاک سویل، توانایی تشخیص ابتدایی داشتند.
- ۱۹۸۰ : جنرال موتورز نخستین درگاه داده را روی مدل‌های ۱۹۸۰ کادیلاک ال‌دورادو و سیویل نصب کرد. با استفاده از نمایشگر دیجیتال سیستم تهویه الکترونیکی در حالت تشخیص، کدهای خطا  نشان داده می‌شد.[۳]
- ۱۹۸۱ : جنرال‌موتورز سامانه «فرمانرانی رایانه‌ای» را برای تمام خودروهای سواری مدل ۱۹۸۱ آمریکا عرضه کرد. این سامانه شامل درگاه ۵-پین اختصاصی ALDL بود که با واحد کنترل موتور(اختصاری ECM) ارتباط می‌گرفت، , با نرخ ۱۶۰ باد و سیگنالینگ PWM، بصورت بلادینگ داده‌های حسگرها، کنترل اجزا و کدهای خطا را گزارش می‌کرد. مشخصات این پیوند در سند XDE-5024B مرکز پروژه کنترل آلایندگی جنرال‌موتورز آمده است.[۴][۵]
- ۱۹۸۲ : آرسی‌ای استاندارد آنالوگ STE/ICE (تجهیزات آزمون ساده برای موتورهای درون‌سوز) را برای خودروهای نظامی نظیر CUCV و تانک ام۶۰ پاتون ارتش آمریکا تعریف کرد.[۶]
- ۱۹۸۶ : جنرال‌موتورز نسخه ارتقایافته پروتکل ALDL را با سرعت ۸٬۱۹۲ باد و سیگنالینگ نیمه‌دوطرفه UART در برخی مدل‌ها معرفی کرد.
- ۱۹۸۸ : هیئت منابع هوای کالیفرنیا[ب] (اختصاری CARB) مقرر کرد که با شروع از مدل‌های ۱۹۸۸ به بعد، تمام خودروهای جدید فروخته‌شده در کالیفرنیا باید دارای قابلیت حداقلی OBD (مثلاً تشخیص مشکلات سوخت‌رسانی و گردش مجدد گاز اگزوز) باشند.[۷][۸] این الزامات بعدها با نام «OBD-I» شناخته شد که یک پس‌نام تلقی می‌شود و دلیل آن بکار رفتن عبارت «OBD-II» در آینده بود. در زمان استانداردی برای شکل درگاه و نوع رابط در پیوند داده تعیین نشده بود. توصیه انجمن مهندسان خودرو (اختصاری SAE) داشتن یک درگاه و سیگنال‌آزمایی استاندارد بود.
- ~۱۹۹۴ : برای اجرای برنامه سراسری آزمون آلایندگی، CARB مشخصات OBD-II را منتشر و اجرای آن را از مدل ۱۹۹۶ برای همه خودروهای فروخته‌شده در کالیفرنیا الزامی کرد. کدها و درگاه‌های پیشنهادی SAE در این مشخصات منظور شد.
- ۱۹۹۶ : مشخصات OBD-II برای همه خودروهای سواری و کامیونت‌های بنزینی با وزن ناخالص کمتر از ‎۸٬۵۰۰ پوند (۳٬۹۰۰ کیلوگرم) پوند در ایالات متحده اجباری شد. و علاوه بر این نیز برای خودروهای بنزینی با استانداردهای آلایندگی کالیفرنیا تا ۱۴٬۰۰۰ پوند (۶٬۴۰۰ کیلوگرم) پوند الزامی گردید.[۸]
- ۱۹۹۷ : OBD-II برای خودروهای دیزلی با استاندارد کالیفرنیا و وزن تا ‎۱۴٬۰۰۰ پوند (۶٬۴۰۰ کیلوگرم) پوند اجباری شد.[۸]
- ۲۰۰۱ : اتحادیه اروپا اجرای EOBD را برای تمام خودروهای بنزینی فروخته‌شده در اتحادیه از مدل ۲۰۰۱ الزامی کرد (ر.ک. استاندارد آلایندگی اروپا دستور 98/69/EC[۹]).
- ۲۰۰۴ : اتحادیه اروپا اجرای EOBD را برای همه خودروهای دیزلی الزامی کرد. در ایالات متحده نیز تمام خودروهای بنزینی با وزن تا ۱۴٬۰۰۰ پوند (۶٬۴۰۰ کیلوگرم) پوند ملزم به OBD-II شدند.
- ۲۰۰۶ : تمام خودروهای تولیدشده پس از ۱ ژانویه ۲۰۰۶ در استرالیا و نیوزیلند باید با OBD-II سازگار باشند.[۱۰] در آمریکا نیز تمام وسایل نقلیه حداکثر ‎۱۴٬۰۰۰ پوند باید OBD-II داشته باشند.[۸]
- ۲۰۰۷ : همه خودروهای با استاندارد کالیفرنیا و وزن بیش از ‎۱۴٬۰۰۰ پوند باید از EMD/EMD+ یا OBD-II پشتیبانی کنند.
- ۲۰۰۸ : همه خودروهای فروخته‌شده در آمریکا باید از استاندارد سیگنالینگ ایزو ۱۵۷۶۵-۴[۱۱] (گونه‌ای از گذرگاه CAN bus) استفاده کنند.[۱۲]
- ۲۰۰۸ : سازمان حفاظت محیط زیست چین اجرای OBD (استاندارد GB 18352) را تا ۱ ژوئیه ۲۰۰۸[۱۳] برای برخی خودروهای سبک الزامی کرد؛ برخی مناطق ممکن است معاف باشند.[۱۴]
- ۲۰۱۰ : آغاز فاز الزامی‌شدن تدریجی OBD-II برای همه وسایل نقلیه با وزن ۱۴٬۰۰۰ پوند (۶٬۴۰۰ کیلوگرم) و بالاتر؛ این فرایند تا مدل‌های ساخت ۲۰۱۳ تکمیل شد. خودروهایی که در این دوره OBD-II نداشتند باید الزاماً EMD/EMD+ می‌داشتند.

## رابط‌های استاندارد

### ALDL
رابط ALDL‏ جنرال‌موتورز گاه به عنوان پیش‌درآمد یا گونه اختصاصی تشخیص OBD-I (از سال ۱۹۸۱) شناخته می‌شود. این رابط در گونه‌های مختلف عرضه شد و همگام با ماژول‌های کنترل قوای محرکه (‏PCM، ECM، ECU‏) تغییر یافت. نسخه‌های گوناگون تفاوت‌های جزئی در آرایش پایه‌ها و نرخ باد داشتند؛ نمونه‌های اولیه روی سرعت ۱۶۰ باد کار می‌کردند، در حالی که نسخه‌های بعدی تا ۸٬۱۹۲ باد می‌رسیدند و ارتباط دوسویه با PCM داشتند.

### OBD-I
هدف مقررات OBD-I تشویق خودروسازان به طراحی سامانه کنترل آلایندگی قابل‌اعتماد بود تا در «عمر مفید» خودرو کارآیی خود را حفظ کند. امید می‌رفت که با اجبار به آزمون سالانه آلایندگی در کالیفرنیا از سال ۱۹۸۸ و جلوگیری از ثبت‌نام خودروهای مردود، رانندگان به خرید خودروهایی روی آورند که آزمون را آسان‌تر می‌گذرانند. با این‌حال OBD-I تاحد زیادی ناموفق بود، زیرا روش گزارشِ اطلاعاتِ خاصِ آلایندگی استاندارد نشده بود. دشواری فنی در به‌دست‌آوردن داده استاندارد و قابل اتکای آلایندگی از همه خودروها باعث شد اجرای مؤثر برنامه آزمون سالانه ممکن نشود.
کدهای خطای تشخیصی (اختصاری DTC) در خودروهای OBD-I معمولاً بدون اسکنرهای گران‌قیمت یافت می‌شوند. هر کدام از سازندگان کانکتور تشخیصی، محل کانکتور، تعریف کدها و روش خواندن مختص خود را داشت. در بسیاری از خودروهای دارای OBD-I کدها با الگوی چشمک‌زدن چراغ «چراغ چک موتور» (اختصاری CEL) یا «سرویس موتور فوری» (اختصاری SES) خوانده می‌شود: با اتصال برخی پایه‌ها، چراغ چک موتور با چشمک زدن عدد دورقمیِ خطا را بیان می‌کند. تفسیر DTC در بعضی خودروها متفاوت است. خودروهای کادیلاک انژکتوری واقعاً مجهز به تشخیص‌گر درون‌خودرو هستند و کدها، آزمون عملگرها و داده حسگر را از طریق نمایشگر دیجیتال کنترل تهویه نشان می‌دهند.
با نگه‌داشتن دکمه‌های «Off» و «Warmer» برای چند ثانیه، حالت تشخیص بدون نیاز به اسکنر خارجی فعال می‌شود. برخی رایانه‌های موتور هوندا دارای ال‌ئی‌دی هستند که با الگوی نوردهی، DTC را نشان می‌دهد. جنرال‌موتورز، شماری از خودروهای فورد ۱۹۸۹–۱۹۹۵ و بعضی تویوتا/لکسوس ۱۹۸۹–۱۹۹۵ جریان داده درلحظه حسگر را ارائه می‌کنند. اما بسیاری از خودروهای مجهز به OBD-I این قابلیت را ندارند. تعداد DTCهای خودروهای OBD-I نیز کمتر از خودروهای مجهز به OBD-II است.

### OBD-1.5

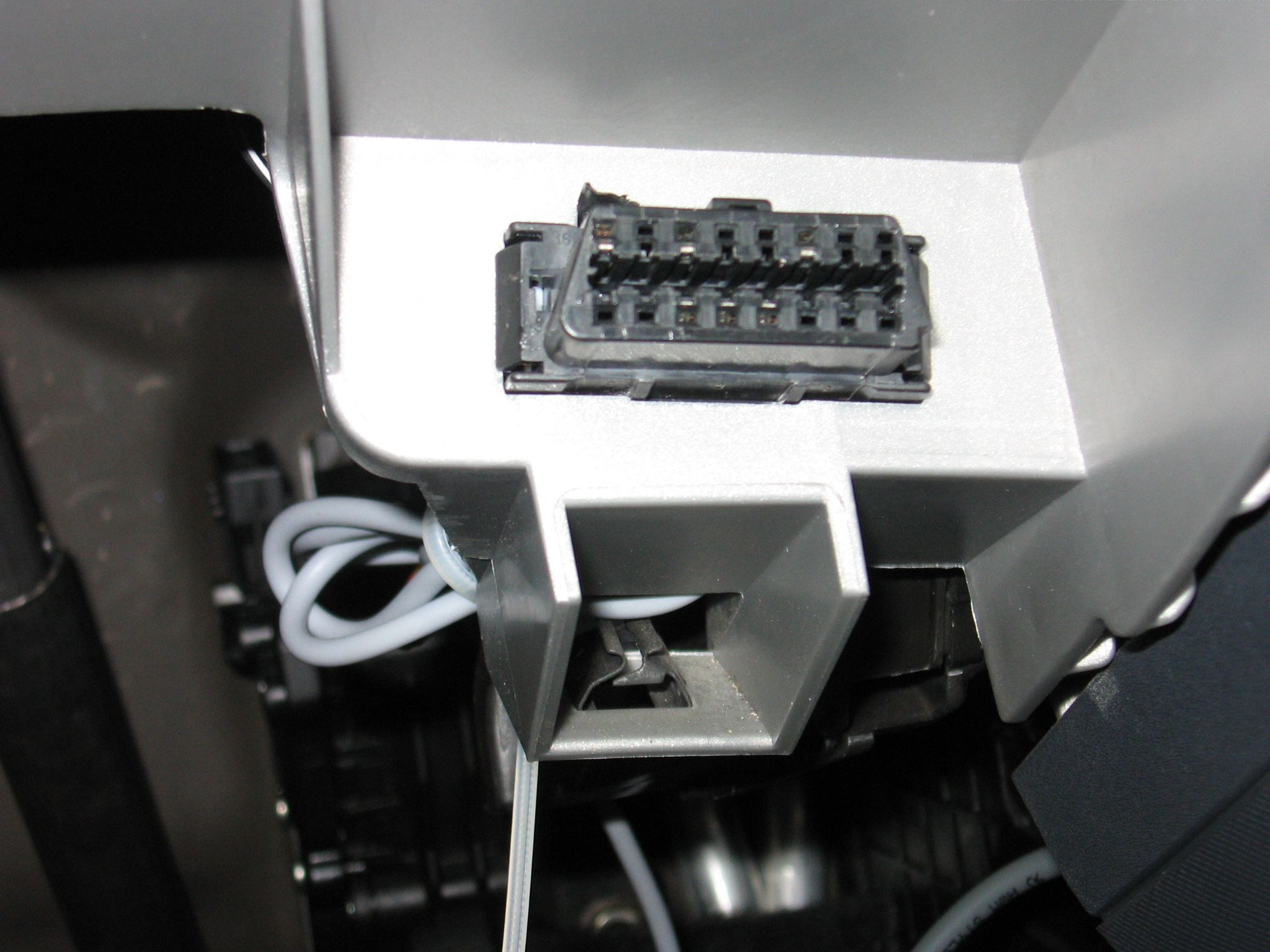
کانکتور مادگی OBD-II در خودرو

نمای جلویی از آرایش پایه‌های کانکتور مادگی OBD-II نوع A

نمای جلویی از آرایش پایه‌های کانکتور مادگی OBD-II نوع B. محل قرارگیری سیم دقیقاً مشابه نوع A است، بجز آن که برجستگی میانی دو تکه است

«OBD-1.5» به پیاده‌سازی نیمه‌کامل OBD-II در شماری از خودروهای ۱۹۹۴ تا ۱۹۹۶ جنرال موتورز گفته می‌شود (در  کارخانه این اصطلاح به‌کار نرفته است). مثلاً کوروِت مدل ۱۹۹۴–۱۹۹۵ تنها یک حسگر اکسیژن پس از مبدل دارد و تنها بخشی از کدهای OBD-II را پشتیبانی می‌کند.
این سامانه ترکیبی، در پلتفرم‌های B، H، W، L، Y، F، J و N جنرال‌موتورز برای سال‌های یادشده و نیز در ساب‌های ۱۹۹۴–۱۹۹۵ و فورد اسکورپیو ۱۹۹۵ به‌کار رفته است.
آرایش پایه کانکتور ALDL در این خودروها:
| 1 | 2  | 3  | 4  | 5  | 6  | 7  | 8  |
| 9 | 10 | 11 | 12 | 13 | 14 | 15 | 16 |

پین ۹ = خط داده، پین‌های ۴ و ۵ = زمین، پین ۱۶ = ولتاژ باتری است. برای خواندن کدهای OBD-1.5 باید اسکنر سازگار داشت. روی همین کانکتور، مدارهای تشخیصی/کنترلی ویژه هر خودرو نیز موجود است (مثلاً در کوروت: جریان سریال کلاس ۲ از PCM، ترمینال عیب‌یابی CCM، جریان رادیو، کیسه‌هوا، کنترل تعلیق انتخابی، هشدار فشار باد تایر و ورود بدون کلید).

### OBD-II
OBD-II از نظر قابلیت و یکپارچگی نسبت به OBD-I ارتقا یافت. این استاندارد نوع سوکت تشخیص و آرایش پایه‌هایش، پروتکل‌های الکتریکی، قالب پیام، فهرست پارامترهای قابل پایش و شیوه کدگذاری را تعیین می‌کند. یک پایه ولتاژ باتری برای تغذیه اسکنر فراهم می‌کند تا نیاز به منبع برق جداگانه نباشد؛ هرچند برخی تکنسین‌ها برای اطمینان، برق کمکی متصل می‌کنند. در این روش فهرست کدهای خطا گسترش‌پذیر نیز هستند. بنابراین یک دستگاه تشخیص‌پر می‌تواند رایانه هر خودرویی را واکاوی کند. استانداردسازی بر پایه الزامات آلایندگی بود، اما عملاً درگاه J1962 تنها مسیر تشخیص همه سامانه‌ها شده است. کدهای OBD-II چهاررقمی‌اند و با حرف P (قوای محرکه مثل موتور و سیستم انتقال)، B (بدنه)، C (شاسی) یا U (شبکه) شروع می‌شوند.

#### کانکتور تشخیصی OBD-II
استاندارد OBD-II سوکت مادگی ۱۶ پین (۲×۸) J1962 را تعریف می‌کند: نوع A برای خودروهای ۱۲ ولت و نوع B برای ۲۴ ولت. برخلاف کانکتور OBD-I که گاه در محفظه موتور بود، کانکتور OBD-II باید در شعاع ۲ فوت (۰٫۶۱ متر) از فرمان نصب شود (مگر آنکه سازنده معافیت بگیرد).
SAE J1962 آرایش پایه‌ها را چنین مشخص می‌کند:
سوکت مادگی ۱۶پین (۲×۸) J1962 باید در شعاع حداکثر ‎۲‎ فوتی راننده قرار گیرد و پین‌های ۴ (زمین شاسی) و ۱۶ (۱۲ یا ۲۴ ولت باتری) ثابت‌اند. جدول زیر تخصیص پین‌ها را نشان می‌دهد:
| 1 | بنا به تشخیص سازنده جنرال موتورز‏:‏ J2411 GMLAN/SWC/Single-Wire CAN. آئودی: ‏+۱۲ سوئیچ‌شده برای آگاه کردن ابزار اسکن از وضعیت سویچ. فولکس‌واگن: ‏+۱۲ سوئیچ‌شده برای آگاه کردن ابزار اسکن از روشن بودن سویچ. مرسدس‌بنز (K-Line): کنترل احتراق (EZS)، تهویه مطبوع (KLA)، PTS، سامانه‌های ایمنی (کیسه‌هوا، SRS، AB) و موارد دیگر. | 9  | بنا به تشخیص سازنده جنرال موتورز‏: ALDL با سرعت ۸٬۱۹۲ باد در صورت وجود. بی‌ام‌و: سیگنال دور موتور (RPM). تویوتا: سیگنال دور موتور (RPM). مرسدس (K-Line): عیب‌یابی ABS، ASR، ESP، ETS، BAS.                           |
| 2 | خط مثبت گذرگاه SAE J1850‏ PWM و VPW | 10 | خط منفی گذرگاه فقط SAE J1850 PWM (نه SAE 1850 VPW) |
| 3 | بنا به تشخیص سازنده Ethernet TX+ ‏(تشخیص بر بستر IP) فورد DCL(+) آرژانتین، برزیل (پیش از OBD-II) ۱۹۹۷–۲۰۰۰، آمریکا، اروپا و … کرایسلر CCD Bus(+) مرسدس (TNA): سرعت چرخش موتور دیزل. | 11 | بنا به تشخیص سازنده Ethernet TX− ‏(تشخیص بر بستر IP) فورد DCL(−) آرژانتین، برزیل (پیش از OBD-II) ۱۹۹۷–۲۰۰۰، آمریکا، اروپا و … کرایسلر CCD Bus(−) مرسدس (K-Line): گیربکس و سایر اجزای انتقال قدرت (EGS، ETC، FTC). |
| 4 | زمین شاسی | 12 | بنا به تشخیص سازنده Ethernet RX+ ‏(تشخیص بر بستر IP) مرسدس (K-Line): ماژول فعالیت کلی (AAM)، رادیو (RD)، ICS و …                                                                                                  |
| 5 | زمین سیگنال | 13 | بنا به تشخیص سازنده Ethernet RX− ‏(تشخیص بر بستر IP) فورد:‏ FEPS – ولتاژ برنامه‌ریزی PCM مرسدس (K-Line): عیب‌یابی سامانه ایمنی (AB).                                                                                 |
| 6 | کن بالا (ایزو ۱۵۷۶۵-۴ و SAE J2284) | 14 | کن پایین (ایزو ۱۵۷۶۵-۴ و SAE J2284) |
| 7 | K-Line (ایزو ۹۱۴۱-۲ و ایزو ۱۴۲۳۰-۴) | 15 | L-Line (ایزو ۹۱۴۱-۲ و ایزو ۱۴۲۳۰-۴) |
| 8 | بنا به تشخیص سازنده فعال‌سازی اترنت ‏(عیب‌یابی بر بستر آی‌پی) بسیاری از بی‌ام‌وها: بعنوان یک K-Line دوم برای سامانه‌های غیر OBD-II (بدنه/شاسی/سرگرمی). مرسدس: سویچ اشتعال | 16 | ولتاژ باتری (+۱۲ ولت برای کانکتور نوع A) (+۲۴ ولت برای کانکتور نوع B) |

### EOBD
مقررات «تشخیص‌گر درون‌خودرو اروپایی» (اختصاری EOBD)  معادل اروپایی OBD-II است و برای تمام خودروهای سواری رده M1 (با حداکثر ۸ صندلی سرنشین و وزن ناخالص مجاز ۲٬۵۰۰ کیلوگرم (۵٬۵۰۰ پوند) یا کمتر) که از ۱ ژانویه ۲۰۰۱ در کشورهای عضو اتحادیه اروپا برای خودروهای بنزینی و از ۱ ژانویه ۲۰۰۴ برای خودروهای دیزلی ثبت شده‌اند، الزامی است.
برای مدل‌های کاملاً جدید، این تاریخ‌ها یک سال زودتر اعمال شد؛ یعنی ۱ ژانویه ۲۰۰۰ برای خودروهای بنزینی و ۱ ژانویه ۲۰۰۳ برای دیزلی.
برای خودروهای سواری با وزن ناخالص بیش از ۲٬۵۰۰ کیلوگرم (۵٬۵۰۰ پوند) و برای وسایل نقلیه تجاری سبک، تاریخ‌های اجرا ۱ ژانویه ۲۰۰۲ برای مدل‌های بنزینی و ۱ ژانویه ۲۰۰۷ برای مدل‌های دیزلی بود.
پیاده‌سازی فنی EOBD عملاً همان OBD-II است و از همان کانکتور تشخیصی SAE J1962 و پروتکل‌های سیگنال استفاده می‌کند.
با اجرای استانداردهای آلایندگی Euro V و Euro VI، آستانه‌های مجاز آلایندگی در EOBD از استانداردهای قبلی Euro III و IV پایین‌تر آمد.

#### کدهای خطای EOBD
هر کد خطای EOBD از پنج کاراکتر تشکیل می‌شود: یک حرف و سپس چهار رقم. حرف نشان‌دهنده سامانه در حال پایش است (مثلاً Pxxxx برای سامانه قوای محرکه). رقم دوم اگر ۰ باشد نشان می‌دهد کد با استاندارد EOBD مطابقت دارد، پس ساختار به‌صورت P0xxx خواهد بود.
رقم سوم زیرسامانه را مشخص می‌کند:
- P00xx – اندازه‌گیری سوخت و هوا و کنترل‌های کمکی آلایندگی
- P01xx – اندازه‌گیری سوخت و هوا
- P02xx – اندازه‌گیری سوخت و هوا (مدار انژکتور)
- P03xx – سامانه جرقه یا ناک (مشعل‌نزدن)
- P04xx – کنترل‌های کمکی آلایندگی
- P05xx – کنترل سرعت خودرو و سامانه دور آرام
- P06xx – مدار خروجی رایانه
- P07xx – جعبه‌دنده
- P08xx – جعبه‌دنده

دو کاراکتر بعدی، به خطای خاص در هر زیرسامانه اشاره می‌کند.

### EOBD2
«EOBD2» اصطلاح بازاریابی برای امکاناتی است که برخی سازندگان افزوده‌اند و بخشی از استاندارد نیست؛ E مخفف عبارت انگلیسی Enhanced و به معنی پیشرفته است.

### JOBD
JOBD نسخه مخصوص بازار ژاپن است.

### ADR 79/01 و 79/02 (استاندارد استرالیایی)
قانون ADR 79/01 در استرالیا، استفاده از OBD-II را از ۱ ژانویه ۲۰۰۶ برای خودروهای بنزینی و از ۲۰۰۷ برای دیزلی با وزن≤۳٬۵۰۰ کیلوگرم اجباری کرد. نسخه 79/02 از ۲۰۰۸ (مدل‌های جدید) و ۲۰۱۰ (همه مدل‌ها) محدودیت‌ها را شدیدتر نمود.

### EMD/EMD+
در آمریکای شمالی برای وسایل نقلیه بالای ۱۴٬۰۰۰ پوند (۶٬۴۰۰ کیلوگرم) مدل ۲۰۰۷–۲۰۱۲ که OBD-II نداشتند، سیستم‌های EMD و EMD+ الزامی شد؛ EMD ورودی/خروجی‌های مرتبط با آلایندگی را پایش می‌کرد و EMD+ از ۲۰۱۰ نظارت بر کاتالیست NOx را افزود.
پنج پروتکل سیگنال برای درگاه OBD-II مجاز است. در اغلب خودروها تنها یکی از این پروتکل‌ها به‌کار می‌رود و معمولاً می‌توان از روی پایه‌های فعال سوکت J1962 پروتکل را تشخیص داد.
- SAE J1850 PWM (‏مدولاسیون پهنای پالس — ‎41.6 کیلوبایت بر ثانیه، استاندارد شرکت فورد موتور):
  - پین ۲: Bus+
  - پین ۱۰: Bus−
  - ولتاژ منطق در حالت فعال ‎+5 V
  - طول پیام حداکثر ۱۲ بایت شامل سی‌آرسی(CRC)
  - از طرح داوری چندکاربره «CSMA با داوری غیرمخرب» (CSMA/NDA) استفاده می‌کند.

- SAE J1850 VPW (‏پهنای پالس متغیر — ‎10.4/41.6 کیلوبایت بر ثانیه، استاندارد جنرال موتورز):
  - پین ۲: Bus+
  - خط گذرگاه در حالت بیکار پایین است.
  - ولتاژ فعال ‎+7 V
  - نقطه تصمیم ‎+3.5 V
  - طول پیام حداکثر ۱۲ بایت (شامل سی‌آرسی)
  - از CSMA/NDA بهره می‌برد.

- ایزو ۹۱۴۱-۲[۲۹] — نرخ داده سریال ناهم‌زمان ‎10.4 کیلوبیت بر ثانیه.[۳۰] مشابه RS-232 است ولی سطوح سیگنال تفاوت دارد و ارتباط روی یک خط دوطرفه منفرد بدون سیگنال‌های دست‌دادن انجام می‌شود. عمدتاً در کرایسلر، خودروهای اروپایی و آسیایی به‌کار می‌رود.
  - پین ۷: K-line
  - پین ۱۵: L-line (اختیاری)
  - سیگنالینگ UART
  - K-line در حالت بیکار بالا است و با مقاومت ‎510 Ω به Vbatt متصل است.
  - حالت فعال با درایور اُپن‌کُلکتور به پایین کشیده می‌شود.
  - طول پیام حداکثر ۲۶۰ بایت (بخش بارِ داده حداکثر تا ۲۵۵ بایت).

- ایزو ۱۴۲۳۰  ‏پروتکل کلمه کلیدی ۲۰۰۰ (اختصاری KWP2000):
  - پین ۷: K-line
  - پین ۱۵: L-line (اختیاری)
  - لایه فیزیکی همان ایزو ۹۱۴۱-۲
  - نرخ داده ۱٫۲ تا ‎10.4 kBaud
  - طول پیام در میدان داده تا ۲۵۵ بایت.

- ایزو ۱۵۷۶۵ – کن باس (‎250 کیلوبیت بر ثانیه یا ‎۵۰۰ کیلوبیت بر ثانیه). این پروتکل توسط بوش برای کنترل خودرویی و صنعتی توسعه یافت و بر خلاف دیگر پروتکل‌های OBD، گونه‌های آن فراصنعتی است. پیش از سال ۲۰۰۳ الزامات OBD-II آمریکا را برآورده نمی‌کرد، اما از ۲۰۰۸ تمام خودروهای فروخته‌شده در ایالات متحده باید CAN را پیاده کنند.
  - پین ۶: کن بالاکن بالا
  - پین ۱۴: کن پایین

همه کانکتورهای OBD-II از سوکت یکسانی استفاده می‌کنند ولی به‌جز پین ۴ (زمین باتری) و پین ۱۶ (مثبت باتری)، چینش پین‌ها با نوع پروتکل تفاوت دارد.

### داده‌های تشخیصی در دسترس توسط OBD-II
OBD-II امکان دسترسی به داده‌های واحد کنترل موتور را فراهم می‌سازد و منبع ارزشمندی برای عیب‌یابی خودرو است. استاندارد SAE J1979 روش درخواست داده و فهرست پارامترهای استاندارد (PIDها) را تعریف می‌کند. سازندگان ملزم به پیاده‌سازی همه PIDها نیستند و می‌توانند PIDهای اختصاصی بیفزایند. سیستم درخواست PID داده بلادرنگ کارکرد موتور و همچنین کدهای خطای پرچم‌خورده را ارائه می‌دهد. فهرست کدهای عمومی پیشنهادی را در شناسه‌های پارامتر عیب‌یابی درون‌خودرویی ببینید. بسیاری از سازندگان کدهای اختصاصی نیز به این فهرست اضافه می‌کنند.

### حالت‌های عملکرد / سرویس‌های OBD
در این بخش، مقدمه‌ای بنیادین بر پروتکل ارتباطی OBD مطابق استاندارد ایزو ۱۵۰۳۱ ارائه می‌شود. از سال ۲۰۰۳، در استاندارد SAE J1979 واژه «حالت» (Mode) به «سرویس» (Service) تغییر نام یافت.
- سرویس/حالت $01 داده زنده حسگرها را از PIDها (‎«شناسه‌های پارامتر») نمایش می‌دهد. فهرست کامل را در سرویس ۰۱ ببینید.
- سرویس/حالت $02 داده «فریم یخ‌زده» را از همان PIDها قابل دسترس می‌کند.[۳۱] فهرست را در سرویس ۰۲ ببینید.
- سرویس/حالت $03 کدهای خطای تشخیصی «تأیید‌شده» مرتبط با آلایندگی را فهرست می‌کند؛ کدها به‌صورت عدد چهاررقمی یا با حرف (P، B، U، C) و چهار رقم نمایش داده می‌شوند. ← بخش کدهای خطا.
- سرویس/حالت $04 برای پاک‌سازی اطلاعات تشخیصی مرتبط با آلایندگی به‌کار می‌رود؛ شامل حذف DTCهای در انتظار/تأیید‌شده و فریم‌های یخ‌زده.[۳۲]

- سرویس/حالت $05 صفحه پایش حسگر اکسیژن و نتایج آزمون آن را نشان می‌دهد؛ ده پارامتر برای تشخیص در دسترس است:
  - $01 ولتاژ آستانه غنی→فقیر حسگر O₂
  - $02 ولتاژ آستانه فقیر→غنی حسگر O₂
  - $03 حداقل ولتاژ حسگر برای اندازه‌گیری زمان سوئیچ
  - $04 حداکثر ولتاژ حسگر برای اندازه‌گیری زمان سوئیچ
  - $05 زمان سوئیچ غنی→فقیر (میلی‌ثانیه)
  - $06 زمان سوئیچ فقیر→غنی (میلی‌ثانیه)
  - $07 حداقل ولتاژ آزمون
  - $08 حداکثر ولتاژ آزمون
  - $09 زمان بین انتقال‌های ولتاژ (میلی‌ثانیه)
  - فهرست کامل در سرویس ۰۵.

- سرویس/حالت $06 درخواست نتایج آزمون پایش روی‌برد برای سامانه‌های زیرنظرِ پیوسته و ناپیوسته است؛ عموماً حداقل، حداکثر و مقدار جاری هر مانیتور ناپیوسته را برمی‌گرداند.
- سرویس/حالت $07 درخواست کدهای خطای تشخیصی مرتبط با آلایندگیِ شناسایی‌شده در چرخه رانندگی جاری یا چرخه آخر است («کدهای در انتظار»). پس از تعمیر و پاک‌سازی داده‌ها، تکنسین‌ها با یک چرخه رانندگی می‌توانند صحت رفع عیب را بررسی کنند. ← کدهای خطا.
- سرویس/حالت $08 امکان می‌دهد دستگاه آزمون بیرونی، کار یک سامانه یا عملگر روی‌برد را کنترل یا آزمایش کند.

- سرویس/حالت $09 اطلاعات خودرو را بازیابی می‌کند، از جمله:
  - VIN (Vehicle Identification Number) – شناسه خودرو
  - CALID (شناسه کالیبراسیون) – شناسه نرم‌افزار ECU
  - CVN (شماره تأیید کالیبراسیون) – عددی برای صحت‌سنجی نرم‌افزار ECU (مثلاً چک‌سام)
  - شمارنده‌های عملکرد در حال کار
    - موتور بنزینی: کاتالیست، حسگر اکسیژن اولیه، سامانه تبخیر، EGR، زمان‌بندی متغیر سوپاپ‌ها (VVT)، هوای ثانویه، حسگر اکسیژن ثانویه
    - موتور دیزلی: کاتالیست NMHC، کاتالیست کاهش NOx، جاذب NOx، فیلتر ذرات، حسگر اگزوز، EGR، VVT، کنترل فشار بوست، سامانه سوخت

  - فهرست مفصل را در سرویس ۰۹ ببینید.

- سرویس/حالت $0A کدهای خطای «دائم» مرتبط با آلایندگی را فهرست می‌کند؛ طبق CARB هر DTC که چراغ اخطار MIL را روشن کند و در حافظه غیرفرار ذخیره شود باید به‌عنوان خطای دائم ثبت گردد. ← کدهای خطا.

## کاربردها
ابزارهای متنوعی وجود دارند که به درگاه OBD وصل می‌شوند و قابلیت‌های آن را در دسترس قرار می‌دهند. از ابزارهای ساده مصرفی تا تجهیزات پیشرفته نمایندگی‌های تولیدکننده تجهیزات اصلی(اختصاری OEM) و دستگاه‌های تلماتیک.

### ابزارهای بررسی دستی

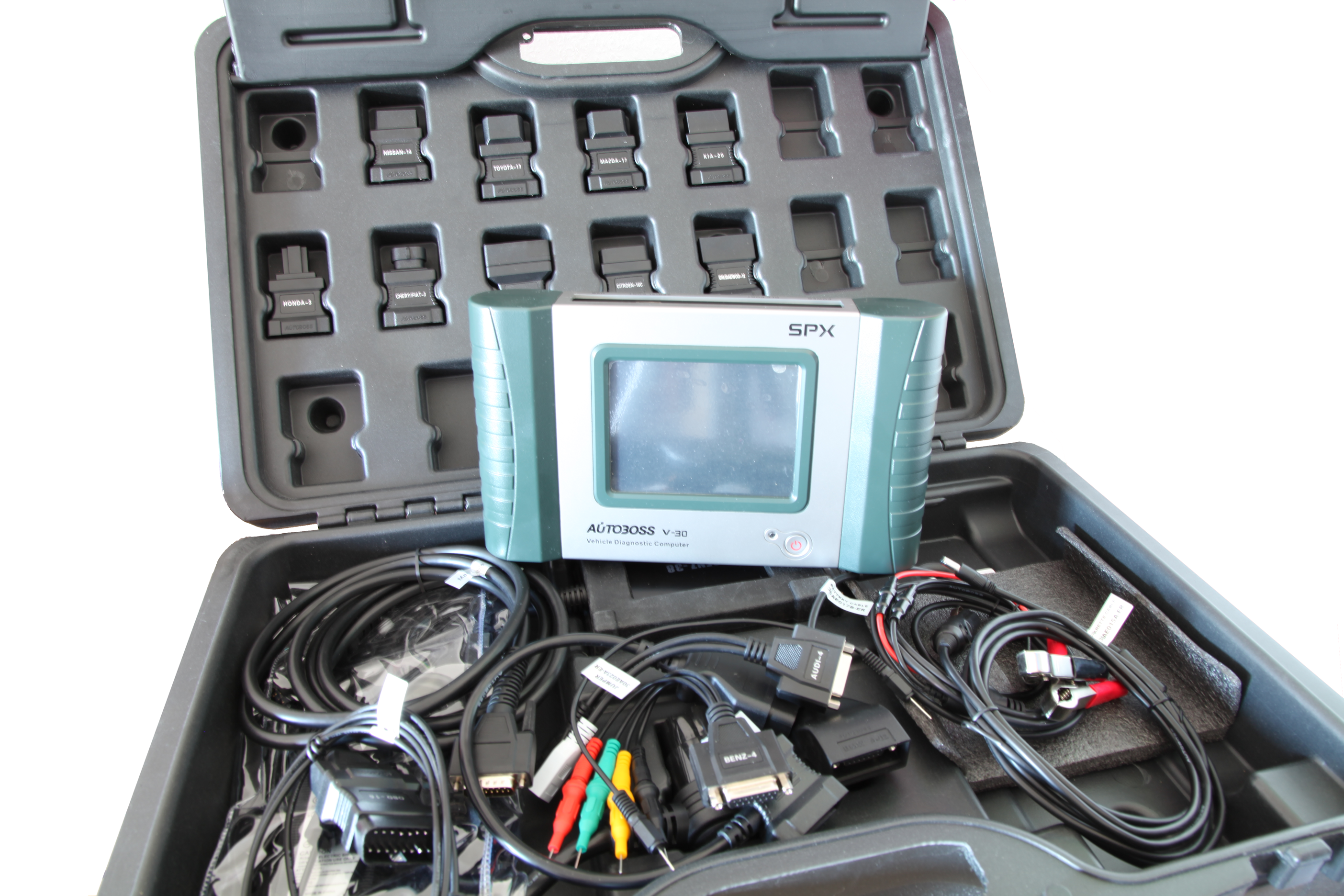
سامانه دستی تشخیص چندبرند «Autoboss V-30» همراه با مبدّل‌های سازگار با کانکتورهای سازندگان مختلف.

مجموعه‌ای از اسکنرهای دستی مقاوم در بازار موجود است.
- خوانش/پاک‌کردن ساده کدهای خطا برای کاربر خانگی.
- اسکنرهای حرفه‌ای دستی قابلیت‌های پیشرفته‌تری دارند:
  - دسترسی به تشخیص‌های تخصصی‌تر
  - تنظیم پارامترهای ECU اختصاصی سازنده یا خودرو
  - دسترسی و کنترل واحدهای دیگر، مانند کیسه‌هوا یا ABS
  - پایش یا ترسیم بلادرنگ پارامترهای موتور برای تسهیل عیب‌یابی یا تیونینگ

### ابزارها و تحلیل‌های بر روی گوشی همراه
نرم‌افزارهای دستگاه همراه (گوشی و تبلت) داده‌های OBD-II را از طریق کابل‌های یواس‌بی یا دانگل‌های بلوتوث متصل به درگاه خودرو نمایش و تحلیل می‌کنند. دستگاه‌های جدید معمولاً حسگر جی‌پی‌اس و در کنار خواندن کدهای خطا، امکان ارسال مکان و داده‌های تشخیصی از راه شبکه سلولی را دارند. ازاین‌رو می‌توانند خودرو را مکان‌یابی، رفتار رانندگی را پایش و گزارش کنند. مدل‌های پیشرفته‌تر حتی امکان پاک‌کردن DTC‌ موتور و خاموش‌کردن چراغ اخطار را می‌دهند؛ ولی پاک‌کردن کدها مشکل اصلی را رفع نمی‌کند و در موارد جدی می‌تواند به آسیب موتور منجر شود.

### نرم‌افزارهای OBD-II
نرم‌افزارهای OBD-II در رایانه‌های ویندوز، مک یا لینوکس نصب می‌شوند و با خواندن/پاک‌کردن DTC، خاموش‌کردن چراغ MIL، نمایش داده بلادرنگ و محاسبه مصرف سوخت به عیب‌یابی کمک می‌کنند.
برای استفاده، باید یک مبدّل OBD-II (معمولاً بلوتوث، وای-فای یا USB) را در درگاه OBD وصل کرد تا خودرو با رایانه دارای نرم‌افزار ارتباط بگیرد.

### پلتفرم‌های تحلیلی و ابزارهای رایانه‌ای

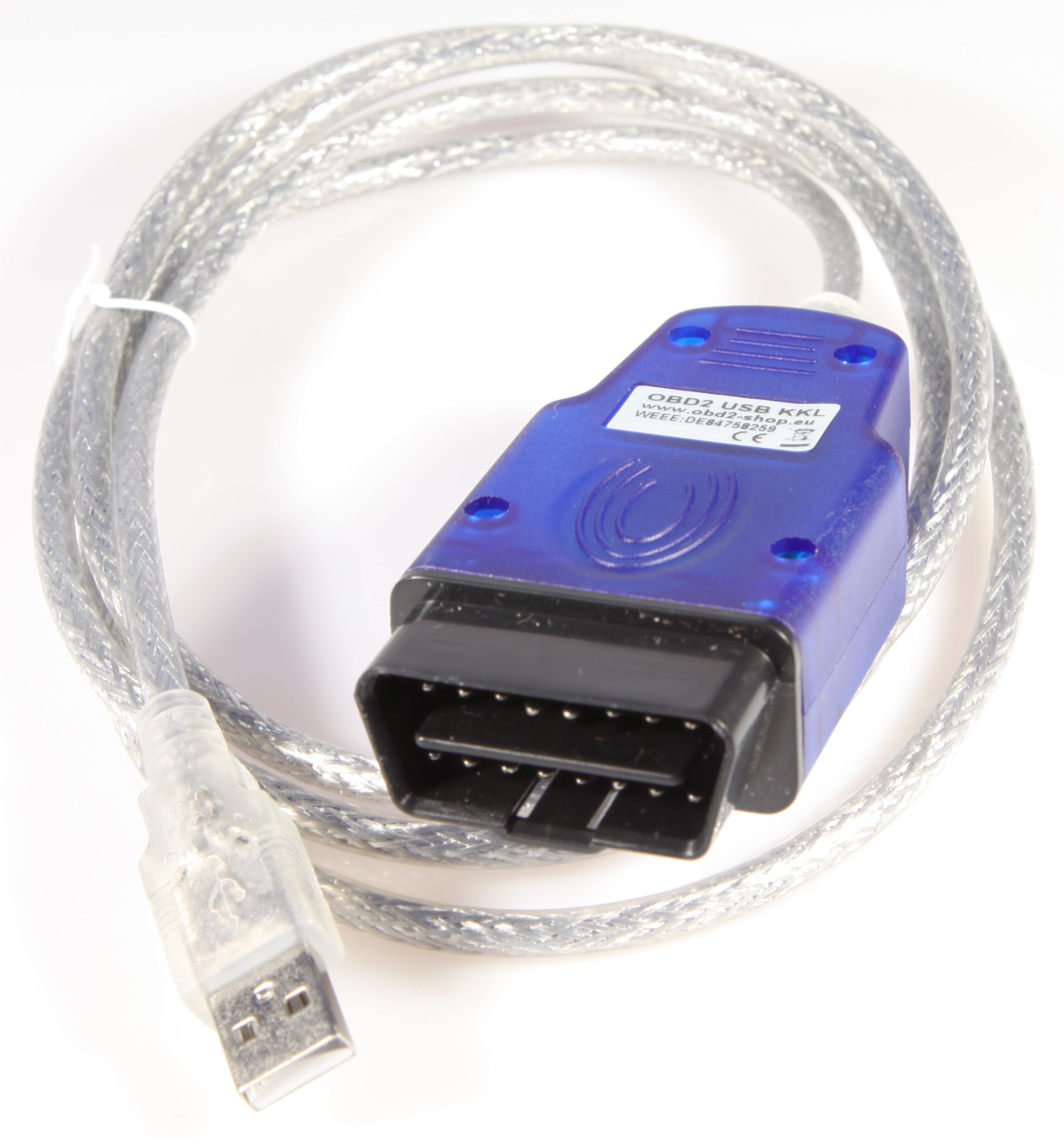
یک رابط USB KKL ساده بدون منطق پروتکل برای تطبیق سطح سیگنال.

ابزارهای رایانه‌ای OBD سیگنال OBD-II را به داده سریال (USB یا پورت سریال) تبدیل می‌کنند و نرم‌افزار آن را به‌صورت بصری نمایش می‌دهد. بسیاری از رابط‌های محبوب بر پایه تراشه ELM327 یا STN هستند که هر پنج پروتکل عمومی OBD-II را می‌خوانند. برخی مبدل‌ها با API استاندارد J2534 قادر به پشتبانی از خودروها و کامیون‌ها هستند.
علاوه بر قابلیت‌های اسکنر دستی، ابزارهای رایانه‌ای معمولاً:
- ظرفیت ذخیره‌سازی زیاد برای ثبت طولانی‌مدت داده دارند
- نمایش با وضوح بالاتر از ابزار دستی ارائه می‌دهند
- امکان استفاده از چند نرم‌افزار متفاوت و انعطاف بیش‌تر را فراهم می‌کنند
- کدهای خطا را شناسایی و پاک می‌کنند
- داده‌ها را در نمودارها و گراف‌ها نمایش می‌دهند.

میزان دسترسی این ابزارها به تشخیص ECU اختصاصی سازنده یا خودرو بسته به نرم‌افزار متفاوت است، همان‌گونه که در اسکنرهای دستی نیز چنین است.

### دیتالاگرها

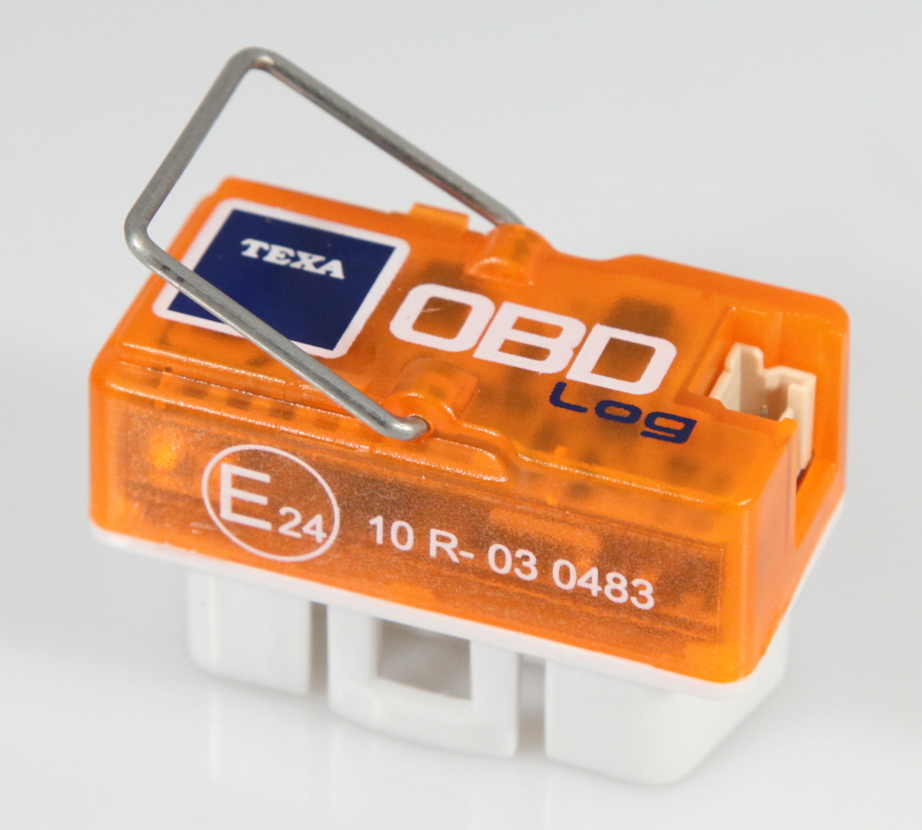
دیتالاگر OBD‌ شرکت TEXA؛ ابزار کوچک ذخیره‌سازی داده که امکان بازیابی اطلاعات در رایانه از طریق USB را دارد.

دیتالاگرها برای ثبت داده‌های خودرو در حین کار عادی طراحی شده‌اند تا بعداً تحلیل شوند.
کاربردهای رایج ثبت داده عبارتند از:
- پایش موتور و خودرو در شرایط عادی، برای عیب‌یابی یا تیونینگ.
- برخی شرکت‌های بیمه خودرو در آمریکا، در صورت نصب دیتالاگرهای OBD-II[۴۰][۴۱] یا دوربین‌ها و رعایت الگوی رانندگی مطلوب، حق‌بیمه کمتری ارائه می‌کنند. این شیوه گونه‌ای از انتخاب ریسک در بیمه خودرو است.
- پایش رفتار راننده توسط اپراتورهای ناوگان‌برها[ح].
- داده‌های «جعبه سیاه» وسیله نقلیه می‌توانند بطور دوره‌ای تحلیل، به‌صورت بی‌سیم به شخص ثالث ارسال یا پس از رخداد (تصادف، تخلف یا نقص فنی) برای بررسی قضایی بازیابی شوند.

### آزمون آلایندگی
در ایالات متحده، بسیاری از ایالت‌ها برای خودروهای منطبق با OBD-II (مدل ۱۹۹۶ و جدیدتر) به‌جای آزمون اگزوز، از آزمون OBD-II استفاده می‌کنند. زیرا رایانه خودرو کدهای خطای تجهیزات آلایندگی را ذخیره می‌کند و رایانه آزمونگر می‌تواند نبودِ خطای آلایندگی و انطباق خودرو با استاندارد سال تولید را تأیید کند.
در هلند، خودروهای مدل ۲۰۰۶ به بعد هر سال آزمون آلایندگی EOBD را می‌گذرانند.

### ابزارهای تکمیلی راننده
برخلاف اسکنرهایی که عمدتاً برای عیب‌یابیِ فعال، تیونینگ یا ثبت مخفی داده‌ها هستند، ابزارهای تکمیلی راننده به ادواتی گفته می‌شود که افزون بر نشان‌دهنده‌های کارخانه‌ای نصب می‌شوند و در حین رانندگی برای راننده داده نمایش می‌دهند. .
علاقه‌مندان خودرو بطور سنتی گِیج های اضافی مثل خلأ منیفولد یا جریان باتری نصب می‌کردند. رابط استاندارد OBD، نسل جدیدی از ابزارهای نمایش را به ارمغان آورده است که به طیف کامل داده‌های تشخیصی و اطلاعات مشتق‌شده مانند مصرف سوخت لحظه‌ای دسترسی دارند.
این ابزارها می‌توانند به صورت تریپ کامپیوترهای اختصاصی، کارپیوتر، یا رابط با PDA‌ها، تلفن‌های هوشمند یا دستگاه ناوبری گارمین باشند.
از آنجا که کارپی‌یوتر در اصل یک رایانه شخصی است، همان نرم‌افزاری که روی ابزارهای اسکن رایانه‌ای اجرا می‌شود را می‌توان روی آن نصب کرد و برعکس. تفاوت در هدفِ استفاده از نرم‌افزار است. این سامانه‌ها ممکن است برخی قابلیت‌های اسکنرهای دیگر را هم داشته باشند.

### تلماتیک خودرو
اطلاعات OBD-II به‌طور معمول در دستگاه‌های تلماتیک برای ردیابی ناوگان، پایش مصرف سوخت، جلوگیری از رانندگی ناایمن، تشخیص از راه دور و نیز در بیمه پرداخت به‌ازای رانندگی به‌کار می‌رود.
هرچند در اصل برای این منظور طراحی نشده بود، ولی داده‌های پشتیبانی‌شده OBD-II (سرعت خودرو، دور موتور، سطح سوخت و …) به دستگاه‌های ردیاب مبتنی بر GPS اجازه می‌دهد زمان بیکاری، سرعت غیرمجاز و دور موتور بیش از حد را مانیتور کنند. پایش DTCهای OBD-II به شرکت‌ها امکان می‌دهد فوراً از مشکل موتور یک خودرو آگاه شوند و نوع مشکل را از روی کد دریابند. همچنین با تحلیل داده حسگرها می‌توان رانندگی خطرناک را به‌صورت آنی تشخیص داد. این تشخیص با افزودن «پردازشگر رویدادهای پیچیده» (اختصاری CEP)  در پشت‌صحنه و رابط کاربری مشتری انجام می‌شود. از داده‌های OBD-II همچنین برای مسدودکردن تلفن همراه حین رانندگی یا ثبت داده‌های سفر برای اهداف بیمه‌ای بهره گرفته می‌شود.

## کدهای خطای تشخیصی OBD-II
کدهای خطای تشخیصی OBD-II (DTCها) پنج کاراکتر هستند. کاراکتر نخست رده خطا را مشخص می‌کند و چهار کاراکتر بعدی یک عدد هگزادسیمال است.
حرف اول (رده) فقط می‌تواند یکی از چهار حرف زیر باشد (محدودیت به‌دلیل استفاده از تنها دو بیت حافظه برای ذخیره/ارسال این رده است):
- P – قوای محرکه (موتور، جعبه‌دنده و جرقه)
- C – شاسی (شامل ABS و سامانه ترمز هیدرولیک)
- B – بدنه (شامل تهویه مطبوع و کیسه هوا)
- U – شبکه (گذرگاه سیم‌کشی)
  - گرچه معمولاً به‌عنوان رده «شبکه» شناخته می‌شود، احتمالاً در اصل مخفف «نامعین» بوده و از این رو حرف '''U''' به‌جای '''N''' به‌کار رفته است.

کاراکتر دوم عددی بین ۰ تا ۳ است (باز هم به دلیل محدودیت ذخیره‌سازی).
- 0 – کد عمومی (تعریف‌شده توسط SAE)
- 1 – کد اختصاصی سازنده (OEM)
- 2 – وابسته به رده:
  - برای رده «P» = کد عمومی (SAE)
  - برای سایر رده‌ها = کد اختصاصی سازنده
- 3 – وابسته به رده:
  - برای رده «P» = کد «مشترکاً تعریف‌شده»
  - برای سایر رده‌ها = محفوظ برای استفاده آینده

کاراکتر سوم ممکن است سامانه خاص خودرو که خطا به آن مربوط است را نشان دهد:
- 0 – اندازه‌گیری سوخت و هوا و کنترل‌های کمکی آلایندگی
- 1 – اندازه‌گیری سوخت و هوا
- 2 – اندازه‌گیری سوخت و هوا (مدار انژکتور)
- 3 – سامانه‌های احتراق یا ناک (Misfire)
- 4 – کنترل‌های کمکی آلایندگی
- 5 – کنترل سرعت خودرو و دور آرام
- 6 – مدار رایانه و خروجی‌ها 7 – جعبه‌دنده
- 8 – جعبه‌دنده
- A–F – کدهای خطای سامانه هیبریدی

در نهایت کاراکترهای چهارم و پنجم، مشکل شناسایی‌شده را دقیقاً مشخص می‌کنند.

## اسناد استاندارد

### اسناد استاندارد SAE درباره OBD-II
- J1962 – کانکتور فیزیکی به کار رفته برای رابط OBD-II را تعریف می‌کند.
- J1850 – پروتکل داده سریال را تعریف می‌کند و دو گونه دارد. عمدتاً در سازندگان آمریکایی به کار می‌رود و با نام‌های PCI‏ (کرایسلر، ‎10.4K)، Class 2‏ (جنرال‌موتورز، ‎10.4K) و SCP‏ (فورد، ‎41.6K) نیز شناخته می‌شود.
  - ‎10.4 کیلوبیت بر ثانیه (تک‌سیم، VPW)
  - ‎41.6 کیلوبیت بر ثانیه (دو‌سیم، PWM).
- J1978 – حداقل استانداردهای عملکردی ابزارهای اسکن OBD-II را تعریف می‌کند.
- J1979 – حالت‌های آزمون تشخیصی را استاندارد می‌کند.
- J2012 – کدهای خطا و تعاریف استاندارد آن‌ها را مشخص می‌سازد.
- J2178-1 – قالب‌بندی سرآیند پیام‌های شبکه و تخصیص نشانی فیزیکی را تعریف می‌کند.
- J2178-2 – تعاریف پارامترهای داده را ارائه می‌دهد.
- J2178-3 – شناسه‌های قاب پیام شبکه برای سرآیندهای تک‌بایتی را استاندارد می‌کند.
- J2178-4 – استاندارد پیام‌های شبکه با سرآیندهای سه‌بایتی را تعیین می‌کند.
- J2284-3 – مشخصات لایه فیزیکی و پیوندِ داده‌ای گذرگاه کن‌باس ‎۵۰۰ کیلوبیت بر ثانیه را تعریف می‌کند.
- J2411 – پروتکل GMLAN (کن‌باس تک‌سیم) را توصیف می‌کند که در خودروهای جدید جنرال‌موتورز استفاده می‌شود و غالباً روی کانکتور OBD به‌صورت پین ۱ قابل دسترسی است.

### استانداردهای SAE درباره OBD سنگین (HD)
- استاندارد J1939 – پروتکل داده برای وسایل نقلیه تجاری سنگین را تعریف می‌کند

### استانداردهای ISO
- ایزو ۹۱۴۱: وسایل نقلیه جاده‌ای – سامانه‌های تشخیص. سازمان بین‌المللی استانداردسازی، ۱۹۸۹.
  - بخش ۱: الزامات تبادل اطلاعات دیجیتال
  - بخش ۲: الزامات CARB برای تبادل اطلاعات دیجیتال
  - بخش ۳: تأیید ارتباط میان خودرو و ابزار اسکن OBD-II

- ایزو ۱۱۸۹۸: وسایل نقلیه جاده‌ای – شبکه ناحیه کنترلر (CAN). سازمان بین‌المللی استانداردسازی، ۲۰۰۳.
  - بخش ۱: لایه پیوند داده و سیگنالینگ فیزیکی
  - بخش ۲: واحد دسترسی رسانه پُرسرعت
  - بخش ۳: رابط مقاوم در برابر خطا و کم‌سرعت وابسته به واسط
  - بخش ۴: ارتباط محرکِ زمان‌مبنا

- ایزو ۱۴۲۳۰: وسایل نقلیه جاده‌ای – سامانه‌های تشخیص – پروتکل واژه‌ای ۲۰۰۰، ۱۹۹۹.
  - بخش ۱: لایه فیزیکی
  - بخش ۲: لایه پیوند داده
  - بخش ۳: لایه کاربرد
  - بخش ۴: الزامات برای سامانه‌های مرتبط با آلایندگی

- ایزو ۱۵۰۳۱: ارتباط بین خودرو و تجهیزات خارجی برای تشخیص‌های مرتبط با آلایندگی، ۲۰۱۰.
  - بخش ۱: اطلاعات عمومی و تعریف کاربردها
  - بخش ۲: راهنما در اصطلاحات، تعاریف، اختصارات و سرنام‌ها
  - بخش ۳: کانکتور تشخیصی و مدارهای برقی مرتبط، مشخصات و کاربرد
  - بخش ۴: تجهیزات آزمون خارجی
  - بخش ۵: خدمات تشخیص مرتبط با آلایندگی
  - بخش ۶: تعاریف کدهای خطای تشخیصی
  - بخش ۷: امنیت لینک داده

- ایزو ۱۵۷۶۵: وسایل نقلیه جاده‌ای – تشخیص روی شبکه کنترلر (CAN)، ۲۰۰۴.
  - بخش ۱: اطلاعات عمومی
  - بخش ۲: خدمات لایه شبکه ایزو ۱۵۷۶۵-2
  - بخش ۳: پیاده‌سازی سرویس‌های تشخیص یکپارچه (UDS) روی CAN
  - بخش ۴: الزامات برای سامانه‌های مرتبط با آلایندگی

## مسائل امنیتی
پژوهشگران دانشگاه واشینگتن و دانشگاه کالیفرنیا نشان دادند می‌توان از طریق درگاه OBD کنترل بسیاری از اجزای خودرو را در دست گرفت و حتی ثابت‌افزار ECU را بازنویسی کرد. زیرا سامانه‌های تعبیه‌شده خودرو با دید امنیتی طراحی نشده‌اند. سوء‌استفاده از دستگاه‌های برنامه‌ریزی سوئیچ از راه OBD برای سرقت خودرو نیز گزارش شده است. دلیل اصلی، گسترش بدون ملاحظه گذرگاه و نبود اصالت‌سنجی و مجوزدهی در مشخصات OBD است.

## مراجع
1. ↑  CarTechBooks. "OBD-I & OBD-II: A Complete Guide to Diagnosis, Repair & Emissions Compliance". CarTechBooks. Retrieved 2023-09-15.
2. ↑  "Regulations for Emissions from Vehicles and Engines". آژانس حفاظت محیط زیست ایالات متحده آمریکا. 15 آوریل 2016. Retrieved 2024-06-02.
3. ↑  Digital Electronic Fuel Injection 16007.02-1. GM Product Service Training. Aug 1979.
4. ↑  "GM Today". GM Today. Vol. 6, no. 8. General Motors. September 1980.
5. ↑  Cox, Ronald W. (November 1985). "Local Area Network Technology Applied to Automotive Electronic Communications". IEEE Transactions on Industrial Electronics. 32 (4): 327–333. doi:10.1109/TIE.1985.350105. S2CID 19426686.
6. ↑  "STE/ICE Design Guide for Vehicle Diagnostic Connector Assemblies" (PDF). US: Department of the Army. 1982-08-01. Archived (PDF) from the original on August 6, 2020. Retrieved 2020-05-16.
7. ↑  "On-Board Diagnostic II (OBD II) Systems - Fact Sheet / FAQs". US: California Air Resources Board. 2009-09-28. Archived from the original on June 27, 2013.
8. 1 2 3 4 5  Ford Powertrain Control and Emissions Diagnostic Manual for Gasoline Engines. Ford Motor Company. 2011-06-09.
9. ↑  "Relating to measures to be taken against air pollution by emissions from motor vehicles and amending Council Directive 70/220/EEC". The European Parliament and of the Council. 1998-10-13. Directive 98/69/EC. Retrieved 2020-05-17.
10. ↑  "OBDII Compatibility". US: PLX. Retrieved 2019-12-25.
11. ↑  "ISO 15765-4:2005 — Road vehicles — Diagnostics on Controller Area Networks (CAN) — Part 4: Requirements for emissions-related systems". International Organization for Standardization. January 2005.
12. ↑  "CAN Bus Explained – A Simple Intro (2021)". CSS Electronics (به انگلیسی). Retrieved 2021-11-22.
13. ↑  "GB 18352.6-2016 – PDF BOOK Auto-delivery". www.chinesestandard.net. Retrieved 2021-11-22.
14. ↑  "China's stage 6 emission standard for new light-duty vehicles (final rule)" (PDF). International Council on Clean Transportation.
15. ↑  ALDL Bluetooth Adapter User's Guide, 1320 Electronics LLC
16. ↑  "Reading GM's 160 baud ALDL Data Stream with a Standard PC Serial Port".
17. ↑  OBD-I to OBD-II: A History of On-Board Diagnostics, US: The Morey Corporation, 21 دسامبر 2022, retrieved 2023-03-23
18. ↑  "OBD - On-Board Diagnostic Program". US: California Air Resources Board. Retrieved 2024-06-02.
19. ↑  "On-Board Diagnostic II (OBD II) Systems Fact Sheet". US: California Air Resources Board. 19 سپتامبر 2019. Retrieved 2024-06-02.
20. ↑  1994 Corvette Service Manual, Book 2. General Motors. دسامبر ۱۹۹۳.
21. ↑  "EEC IV Code Reader: For 2.9L 12 Valve & Early Tdi". Ford Scorpio.
22. ↑  "Mercedes PinOut". Pinoutguide.com. 2019-09-30. Retrieved 2022-12-27.
23. ↑  "Directive 98/69/EC of the European Parliament". Publications Office of the European Parliament.
24. ↑  "Blog | Indramat USA". indramat-usa.com. Retrieved 2023-10-27.
25. ↑  "OBD-II Check Engine Light Trouble Codes".
26. ↑  "Vehicle Standard (ADR 79/01 – Emission Control for Light Vehicles) 2005".
27. ↑  "Vehicle Standard (ADR 79/02 – Emission Control for Light Vehicles) 2005".
28. ↑  "Diagnosing Serial Data Buses". 25 اوت 2016.
29. ↑  "ISO 9141-2:1994". ISO.
30. ↑  "Implementation and Validation of K Line (ایزو ۹۱۴۱) Protocol for Diagnostic Application" (PDF). International Research Journal of Engineering and Technology. 4 (7). ژوئیه 2017.
31. ↑  Miller, Tim (۷ ژوئن ۲۰۱۹). "How Can I Read OBD2 Freeze Frame Data?". OBD Planet.
32. ↑  Miller, Tim (۲۸ فوریه ۲۰۱۸). "How To Read OBD2 Freeze Frame Data". OBD Advisor.
33. ↑  "Intro to OBD-II vehicle diagnostics and GPS tracking". OBD By Tramigo.
34. ↑  "Driving Behaviour Identification based on OBD Speed and GPS Data Analysis". Researchgate.
35. ↑  "OBD Software – Elm Electronics" (به انگلیسی). Retrieved 2021-11-22.
36. ↑  "How to choose an OBD II adapter: Wi-Fi or Bluetooth – inCarDoc". CarDoctorPortal (به انگلیسی). Retrieved 2021-11-22.
37. ↑  Miller, Tim (October 31, 2021). "How Does OBD2 Software Work?". OBD Advisor.
38. ↑  "OBD Interpreter ICs". OBD Solutions. Retrieved 2024-06-02.
39. ↑  Miller, Tim (February 12, 2019). "OBD2 Diagnostic Software for Laptop/PC". OBD Advisor.
40. ↑  "OBD2 Data Logger – Easily Record & Visualize Your Car Data". CSS Electronics (به انگلیسی). Retrieved 2021-11-22.
41. ↑  "Home • IOSiX". IOSiX (به انگلیسی). Retrieved 2021-11-22.
42. ↑  "Periodic motor vehicle test (APK)". business.gov.nl (به انگلیسی). Retrieved 2021-11-22.
43. ↑  OBDuino رایانه سفر متن‌باز مبتنی بر OBD است.
44. ↑  "Advantages and Disadvantages of Personal digital assistant". GeeksforGeeks (به انگلیسی). 2020-12-15. Retrieved 2021-11-22.
45. ↑  Shashika, Muramudalige (24 August 2015). "Cloud-based driver monitoring and vehicle diagnostic with OBD2 telematics" (PDF). IEEE International Conference on Electro/Information Technology – via Academia.edu.
46. ↑  "What is Vehicle Telematics? Definition and FAQs | OmniSci". www.omnisci.com. Retrieved 2021-11-22.
47. ↑  Miller, Tim (October 25, 2021). "OBD2 Codes Guides and List for Free Download". OBD Advisor.
48. ↑  Richard, David (June 4, 2021). "Complete OBD2 Codes List With Basic Explanation". Weekly Tools.
49. ↑  ELM327DSL.pdf, p. 36.
50. ↑  "Car hacks could turn commutes into a scene from Speed". Ars Technica. 15 مه 2010.
51. ↑  "Video: Key fob reprogrammers steal BMW in 3 mins". 2 ژوئیه 2012.